# Stazione di Portlaoise
La stazione di Portlaoise è una stazione ferroviaria che fornisce servizio a Port Laoise, Laois, Irlanda. Attualmente le linee che vi passano sono il South Western Commuter della Dublin Suburban Rail, di cui la stazione è uno dei capolinea e la ferrovia Dublino–Cork che collega Dublino con Cork. Da questa stazione si possono comunque prendere treni, che pur percorrendo in gran parte la Dublino–Cork portano ad altre destinazioni come Galway, Ballina, Waterford e Westport e Tralee. Si trova a mezzo miglio dal centro della città, a uno dall'ospedale della contea.

## Servizi ferroviari
- Intercity Dublino–Cork
- Intercity Dublino–Galway
- Intercity Dublino–Westport
- Intercity Dublino–Limerick
- Intercity Dublino–Waterford
- South Western Commuter
- Intercity Dublino–Tralee

## Servizi
- Servizi igienici
- Capolinea autolinee
- Biglietteria a sportello
- Biglietteria self-service
- Distribuzione automatica cibi e bevande